# Un ángel pasó por Brooklyn
Un ángel pasó por Brooklyn és una pel·lícula filmada en blanc i negre, coproducció d'Itàlia i Espanya dirigida per Ladislao Vajda segons el seu propi guió escrit en col·laboració amb Ugo Guerra, Ottavio Alessi, José Santugini, Gian Luigi Rondi i István Békeffy. El film va ser produït en 1957 i va tenir com a protagonistes a Peter Ustinov, Pablito Calvo, José Isbert, Aroldo Tieri i Maurizio Arena. Va ser filmada parcialment a Brooklyn, Nova York, els Estats Units i es nota certa influència de la pel·lícula de Frank Capra Que bonic que és viure.

## Sinopsi
Un antipàtic administrador de finques d'origen italià (paper que interpreta Ustinov) és condemnat per la maledicció d'una anciana a viure com un gos fins que aconsegueixi que algú s'encapritxi amb ell.

## Repartiment
- Peter Ustinov: Advocat Pozzi
- Pablito Calvo: Tonino
- Aroldo Tieri: Bruno Lo Banco
- Maurizio Arena: Alfonso
- Franca Tamantini: Xicota d'Alfonso
- Silvia Marco: Giulia
- Isabel de Pomés: Paolina
- Carlos Casaravilla: Hobo
- José Marco Davó: Judge
- Renato Chiantoni: Uixer del jutge
- Dolores Bremón: Anciana
- Juan de Landa:Carnisser
- José Isbert: Pietrino
- Julia Caba Alba: Propietària del restaurant
- Enrique Diosdado: Policia
- Carlo Pisacane: Trampós

## Premis
Antonio Simont va obtenir la Medalla del Cercle d'Escriptors Cinematogràfics als millors decorats pel seu treball en el film.